# ディサイファ (芸能プロダクション)
株式会社ディサイファは、東京都新宿区に所在する日本の芸能事務所。2004年8月設立。

## 所属タレント

### 女優
| - 梶原みなみ - 宮永麻衣 - 鮫島れおな - 真野トミ子 - 助川聖音 - 晴月りえ | - 柳沼里美 - 清水花 - 井上桜 - 沼田ひとみ - 清水春花 | - 赤城圭美 - 田口新奈 - 片岡直子 - 林みゆり - 小原徳子 |  |

### 俳優
| - 磯谷哲史 - 矢ケ崎一樹 - 今井淑未 - 大川内延公 - 川角圭弘 - 倉田秀人 - 菊田幸太郎 - 遠藤史崇 - 穹 | - 栗原ヒデアキ - 室井龍祈 - 細見良行 - 鈴木雄司 - 咲藤涼平 - 八木亜柚夢 - 添木大輔 |

### モデル
- 矢野日南子
- 松澤由美子

### 文化人・指導
- 洞口康孝　法律家
- 亀田増美 ボーカルトレーナー
- 松澤由美子 フルーティスト

### 業務提携
- 真戸原直人（俳優/音楽家）
- 大関正義

### 中学生～高校生
- 永埜太麒
- 有馬のぞみ
- 林よう
- 屋敷陽希
- 神田晄希
- あし田かすみ

### 子役
- いとうえま
- いとうもう
- 松澤未紗
- 小幡優瑠

## 関連会社
合同会社SCRAMBLE FILM